# فرودگاه اوراپا
فرودگاه اوراپا (به انگلیسی: Orapa Airport) یک فرودگاه خصوصی با کد یاتا ORP است که یک باند فرود بله دارد و طول باند آن آسفالت متر است. این فرودگاه در کشور بوتسوانا قرار دارد و در ارتفاع ۹۴۵ متری از سطح دریا واقع شده است.